# Monumento a la guerra de Hargeisa
El Monumento a la guerra de Hargeisa es un monumento en Hargeisa, la capital de Somalilandia, una república autoproclamada que es reconocida internacionalmente como región autónoma de Somalia. El monumento fue creado para conmemorar el intento de ruptura de Somalilandia en la década de 1980 y es un símbolo de lucha para la gente de esta provincia.

## Descripción e historia

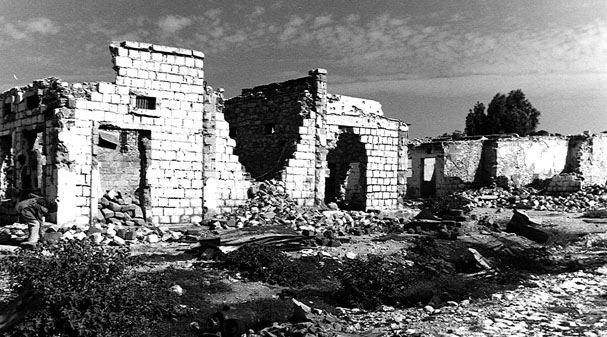
Casas dañadas por la guerra en Hargeysa, una ciudad importante en el norte de Somalia, 1991.

El bombardeo de artillería de Hargeisa comenzó el tercer día de la lucha. a fines de mayo de 1988, y fue acompañado por un bombardeo aéreo a gran escala de la ciudad llevado a cabo por aviones de la Fuerza Aérea Somalí (SAF),   que "despegó del aeropuerto de Hargeisa y luego se dio la vuelta para realizar repetidos bombardeos sobre la ciudad".
La escala de destrucción no tuvo precedentes, hasta el 90 por ciento de la ciudad (entonces la segunda ciudad más grande de Somalia) fue destruida, (La embajada de Estados Unidos estimó que el 70 por ciento de la ciudad resultó dañada o destruida).
  

El testimonio de Aryeh Neier, cofundador de Human Rights Watch, confirma la naturaleza a gran escala de los ataques gubernamentales contra civiles:
En un intento por desalojar al SNM, el gobierno está usando artillería y bombardeos aéreos, especialmente Hargeisa y Buroa, a diario, apuntando particularmente a objetivos de población civil. Los informes de testigos presenciales hablan de la ciudad de Hargeisa como simples escombros, devastada hasta el punto de que apenas es reconocible incluso para sus habitantes.
 The Guardian  informó la escala de destrucción de la siguiente manera: La guerra civil dejó Hargeisa en ruinas: 
 el 80 por ciento de los edificios de la ciudad fueron destruidos, muchos de ellos por el bombardeo aéreo de los pilotos mercenarios zimbabuenses del general Siad Barre. La vista desde el aire es de un pueblo sin techos. Las paredes expuestas de yeso verde pálido y azul reflejan la luz del sol. 

Otras descripciones de lo que sucedió en Hargeisa incluyen: 
 Siad Barre enfocó su ira (y el poder militar apoyado por Estados Unidos) contra su oposición del Norte. Hargeisa, la segunda ciudad de Somalia y la antigua capital de Somalilandia británica, fue bombardeada, ametrallada y disparada con cohetes. Se cree que unas 50.000 personas perdieron la vida allí como resultado de ejecuciones sumarias, bombardeos aéreos y ataques terrestres. La ciudad misma fue destruida. Las corrientes de refugiados que huían de la devastación no se salvaron de los aviones del gobierno. El término "genocidio" pasó a ser utilizado cada vez con más frecuencia por los observadores de derechos humanos.
Amnistía Internacional confirmó los ataques a gran escala y el asesinato de población civil por parte de las tropas del gobierno somalí. La campaña había destruido completamente Hargeisa, lo que provocó que su población de 500.000 personas huyera a través de la frontera y la ciudad se "redujera a una ciudad fantasma con 14.000 edificios destruidos y otros 12.000 gravemente dañados". El equipo de la Oficina de Contabilidad General del Congreso señaló hasta qué punto el ejército atacó especialmente a los distritos residenciales: 
 Hargeisa, la segunda ciudad más grande de Somalia, ha sufrido grandes daños por artillería y bombardeos aéreos. Los daños más importantes parecían estar en las zonas residenciales donde la concentración de civiles era más alta, en el mercado y en los edificios públicos del centro de la ciudad. La Embajada de Estados Unidos estimó que el 70 por ciento de la ciudad ha sido dañada o destruida. Nuestra inspección visual aproximada confirma esta estimación. 
 Gran parte de Hargeisa parece ser una "ciudad fantasma" y muchas casas y edificios están prácticamente vacíos. Se han producido saqueos extensos a pesar de que los militares han controlado la ciudad desde finales de julio de 1988. Se nos dijo que los militares tomaron propiedad privada de las casas en Hargeisa. Las casas carecen de puertas, marcos de ventanas, electrodomésticos, ropa y muebles. El saqueo ha dado lugar a la apertura de los denominados "mercados de Hargeisa" en toda la región, incluidos Mogadiscio y Etiopía, donde antiguos residentes han visto sus posesiones. Un observador comentó que Hargeisa está siendo desmantelada pieza por pieza. Nos dijeron que se podían ver largas filas de camiones cargados con mercancías de Hargeisa saliendo de la ciudad, dirigiéndose al sur hacia Mogadiscio después de que los intensos combates habían cesado. 
 El gobernador de Hargeisa estima que la población actual es de alrededor de 70.000, frente a la cifra de población anterior al conflicto de 370.000. Sin embargo, no se cree que los residentes actuales de Hargeisa sean los antiguos residentes de Issak. Los observadores creen que Hargeisa ahora está compuesta en gran parte por dependientes del ejército, que tiene una presencia sustancial y visible en Hargeisa, un número significativo de refugiados Ogadeni y ocupantes ilegales que están usando las propiedades de los que huyeron. 
El informe también declaró que la ciudad no tenía electricidad ni un sistema de agua en funcionamiento, y que el gobierno somalí estaba "solicitando activamente a donantes multilaterales y bilaterales para la asistencia para la reconstrucción". de las ciudades destruidas principalmente por las propias fuerzas del gobierno.
El monumento está ubicado en la Plaza de la Libertad de Hargeisa. Consiste en un avión de combate MiG-17 de la Fuerza Aérea Somalí, que se estrelló cerca. El fresco de abajo muestra a una mujer sosteniendo la bandera de Somalilandia mirando hacia el cielo con esperanza.

## Galería

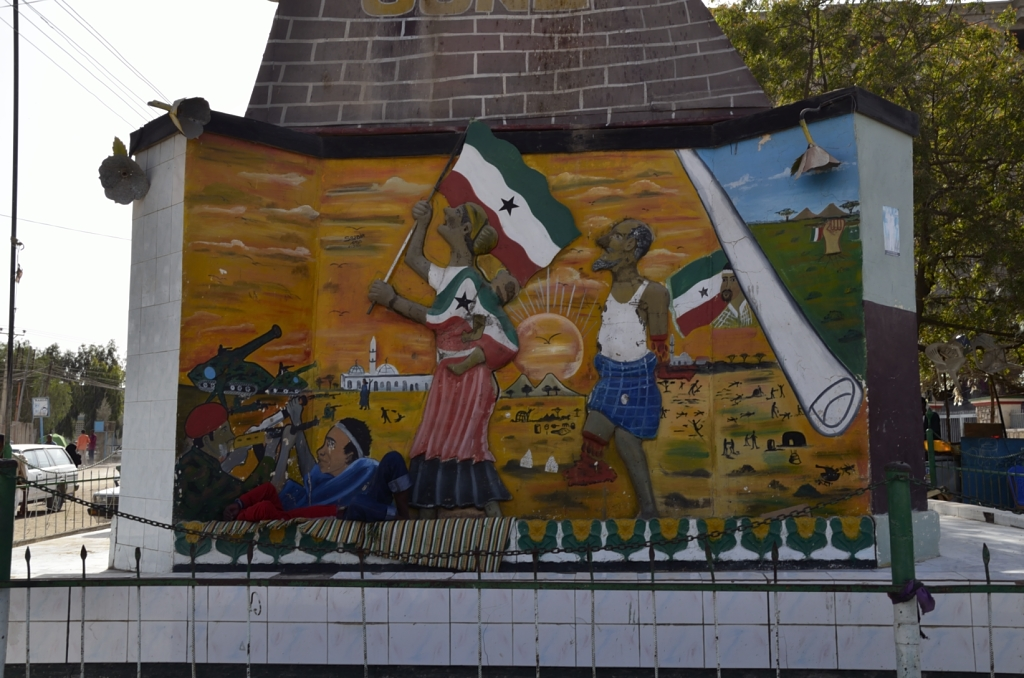
Mural
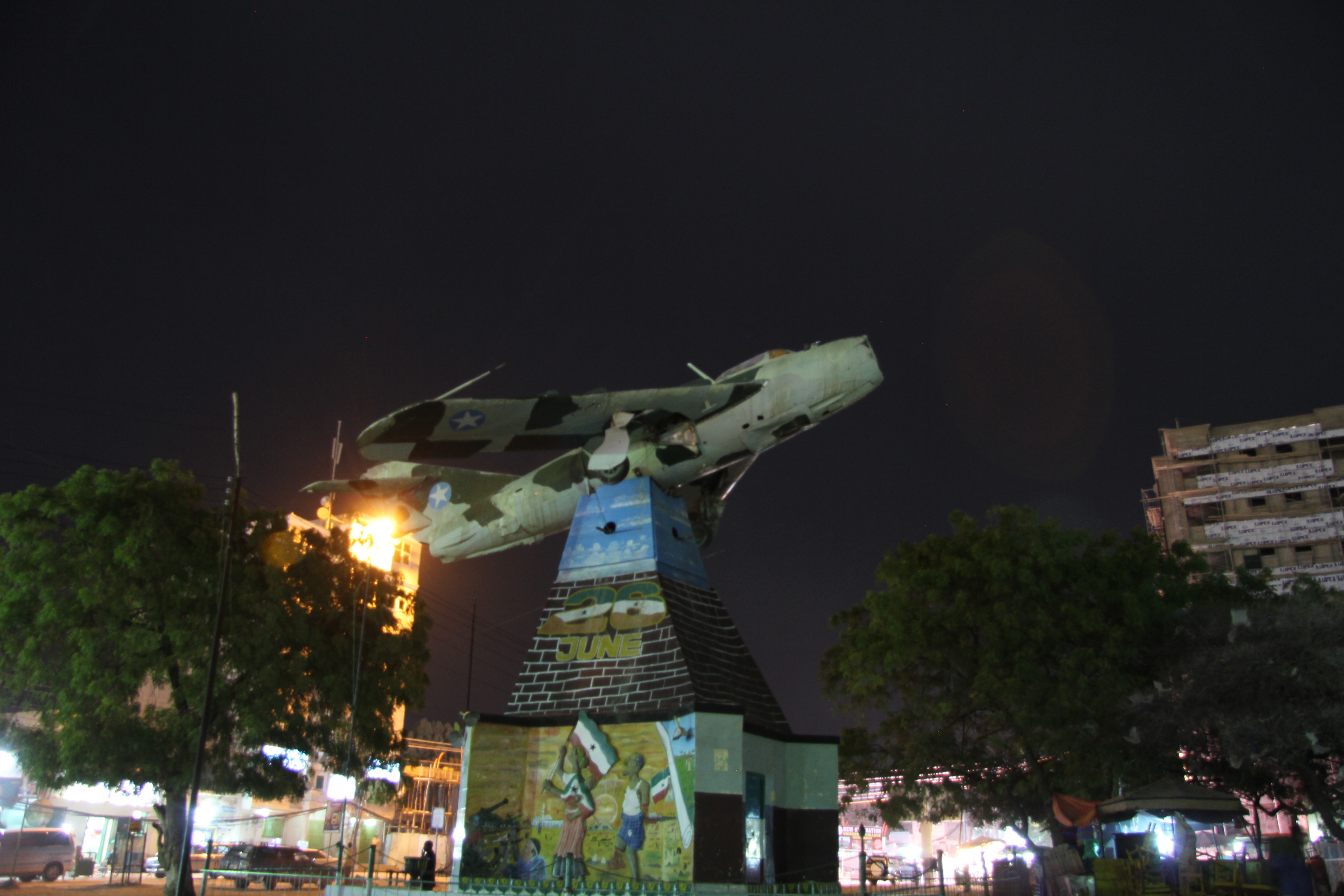
en la noche